# Дэй, Дороти
Дороти Дэй (англ. Dorothy Day: 8 ноября 1897[…], Бруклин Хайтс, Нью-Йорк — 29 ноября 1980[…], Нью-Йорк, Нью-Йорк) — американская журналистка, общественная деятельница, активистка, одна из основателей Движения католических рабочих, сторонница философии дистрибутизма (католической экономической теории). В 1930-х годах активно участвовала не только в рабочем, но и в пацифистском и антивоенном движениях (в том числе призывала верующих католиков уклоняться от призыва в армию во время Второй мировой войны). Нередко называла себя анархисткой.

## Биография
Родилась в протестантской семье, имела трёх братьев и одну сестру. В юности забеременела от своего любовника, но по его требованию была вынуждена пойти на аборт. Вышла замуж сначала за богатого издателя, но этот брак вскоре распался, после чего она вышла замуж вторично и родила дочь.
В 1914—1916 годах она училась в Иллинойсском университете, заинтересовавшись во время обучения работами Карла Маркса и других социалистических авторов, вступив затем в Социалистическую партию. С 1916 года, вернувшись в Нью-Йорк, и до 1918 года работала журналисткой в ряде газет, затем два года была медсестрой, после чего вернулась к журналистике и работала в этом качестве в Чикаго и Новом Орлеане. В 1927 году приняла решение перейти в католицизм и приняла крещение, что привело к разрыву отношений с семьёй.
В мае 1933 года стала одним из основателей журнала «Католический рабочий», вокруг которого сформировалось Движение католических рабочих. Активно писала для этого журнала о проблемах бедности, участвовала в создании приютов для бездомных, первый из которых основала в собственной квартире; к 1936 году существовало уже более 30 таких домов, и за свою деятельность в этом направлении Дэй в 1971 году получила международную премию Pacem in Terris.
В 1971—1973 годах активно участвовала в протестах против войны во Вьетнаме, в результате чего несколько раз была арестована. Во время проведения Второго Ватиканского собора возглавила группу объявивших голодовку женщин, требовавших от Собора осуждения войны как таковой.
Современная Католическая церковь пока не решила вопрос о её канонизации или беатификации, но после смерти она была удостоена статуса Слуги Божьего.
Папа римский Франциск, выступая перед Конгрессом США, назвал её в списке выдающихся американцев наряду с такими деятелями, как Авраам Линкольн, Мартин Лютер Кинг и Томас Мертон.
Часто посещала Русскую католическую церковь св. Архангела Михаил на Манхеттене в Нью-Йорке, была близким сотрудником Елены Извольской по вопросам экуменизма.